# ТЕС Пампа-Сул
31°27′1″ пд. ш. 53°46′38″ зх. д. / 31.45028° пд. ш. 53.77722° зх. д.
ТЕС Пампа-Сул — теплова електростанція у бразильському штаті Ріу-Гранді-ду-Сул. 
В 2019 році на майданчику станції став до ладу один енергоблок потужністю 340 МВт. У ньому встановили котел китайської компанії Dongfang, який використовує технологію циркулюючого псевдозрідженого шару, та парову турбіну виробництва Siemens.  
Для охолодження використовують воду зі сховища, створеного на річці Жаґуарон за допомогою земляної греблі із глиняним ядром, зведення якої потребувало 380 тис м3 грунту. Зазначена водойма має площу поверхні 3,68 км2 та об’єм 10 млн м3. Від неї до майданчику ТЕС прокладено водопровід довжиною 7 км.
Як паливо використовують кам‘яне вугілля, котре подається із розташованої поблизу копальні за допомогою конвеєру довжиною 4,5 км із продуктивністю 500 тон на годину.
Для видалення продуктів згоряння спорудили димар заввишки 200 метрів.
Видача продукції відбувається по ЛЕП, розрахованій на роботу під напругою 525 кВ.
Проект реалізував французький енергетичний концерн Engie. За потреби в подальшому на майданчику можуть звести ще один такий же енергоблок.